# Embalse Potrerillos

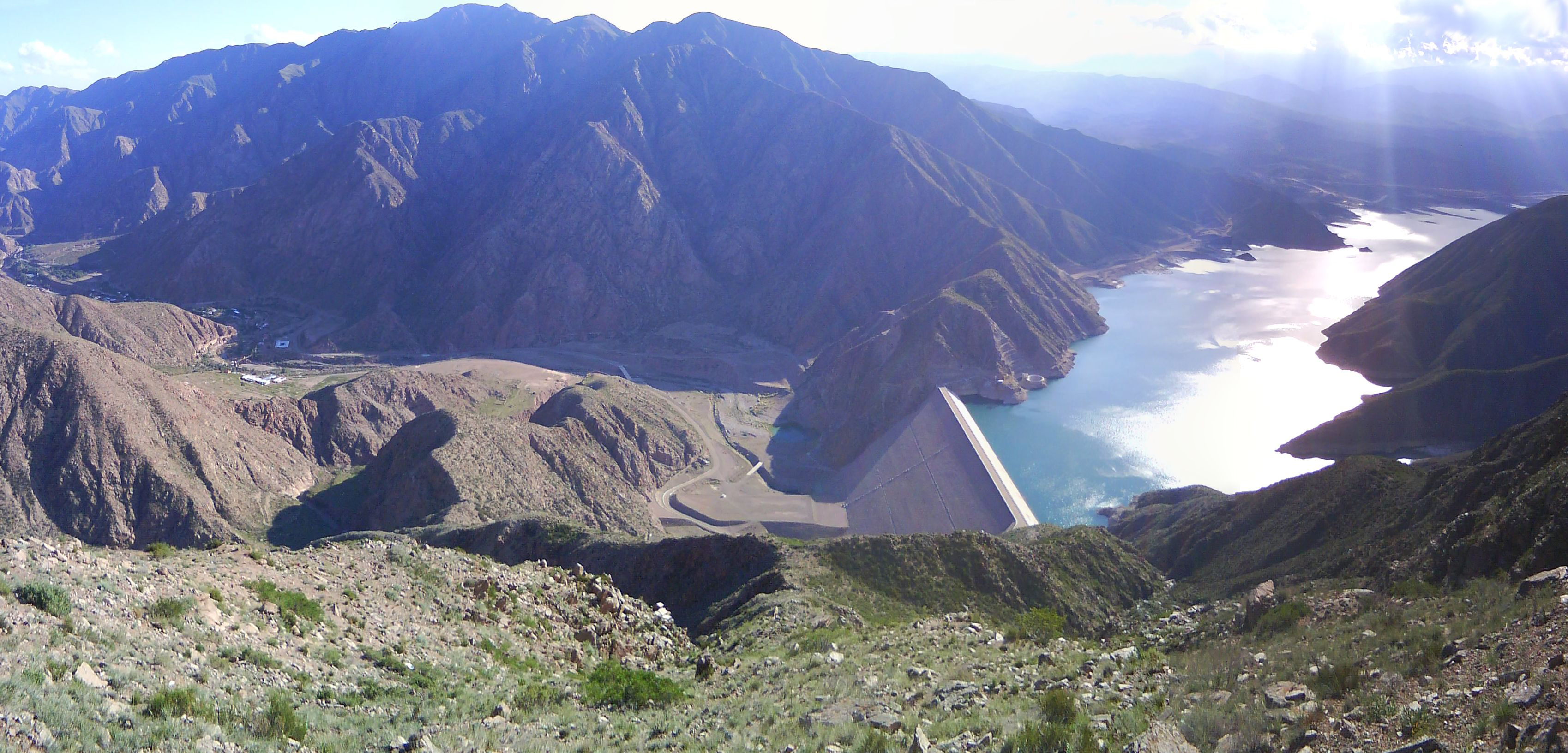
Vista del murallón de la presa Potrerillos

La presa y embalse Potrerillos están ubicados sobre el río Mendoza, en la provincia de Mendoza, Argentina. Su construcción comenzó en 1999 por el consorcio C.E.M.P.P.S.A. (Consorcio de Empresas Mendocinas Para Potrerillos Sociedad Anónima), cuyos principales accionistas eran Industrias Metalúrgicas Pescarmona S. A. (IMPSA) y José Cartellone Constucciones Civiles S. A. para controlar el flujo de agua, producir energía eléctrica y agua para riego. La presa se inauguró y comenzó a llenarse en 2001, y la usina hidroeléctrica fue inaugurada en 2003 por el entonces presidente Néstor Kirchner. Se encuentra a una altitud de 1380 m s. n. m., extendiéndose por una superficie de 900 hectáreas.

## Estructura
La presa es una estructura de materiales aluviales sueltos, con una pantalla de hormigón armado sobre su cara aguas arriba. Tiene 116 metros de altura y 395 metros de largo en su coronamiento, y tuvo un costo de 312 millones de dólares.
El embalse tiene 10 km de largo y está ubicado a unos 30 km al sudoeste de la ciudad de Mendoza.
El agua proveniente del embalse es derivada a dos centrales hidroeléctricas sucesivas, ubicadas en Cacheuta y Álvarez Condarco, con una capacidad combinada de 181 MW. Un túnel de 4274 metros que parte del dique conduce a cuatro turbinas Francis en Cacheuta, con una capacidad instalada de 120 MW. El agua continúa fluyendo a través de un segundo túnel hasta la central Álvarez Condarco, donde mueve tres turbinas Francis, con una capacidad instalada total de 61 MW. En conjunto, el complejo hidroeléctrico genera más de 850 de GWh por año. Esta cantidad equivale al 20% del consumo anual de electricidad de la provincia de Mendoza.

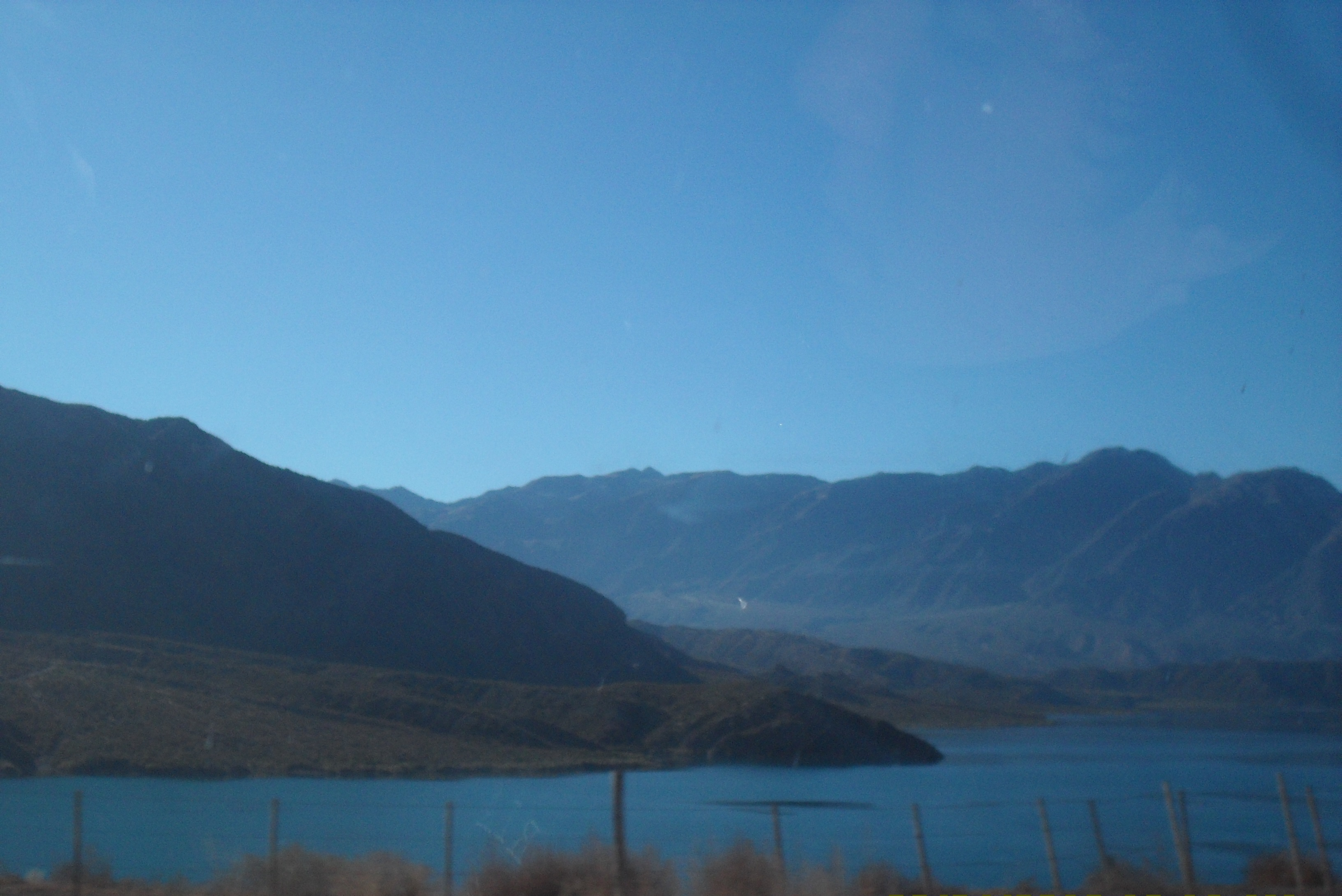
Embalse Potrerillos desde RN 7

La presa y el embalse han perdido una parte significativa de su capacidad de almacenaje debido al elevado contenido de limo del río Mendoza. Cuando el embalse fue inaugurado en 2003, su capacidad fue estimada en 627 000 dam³, con una superficie total de 1500 ha. Éstas han disminuido desde entonces, llegando a 420 000 dam3 de capacidad y una superficie de 1300 ha. Si bien estas reducciones no han mermado su capacidad de producción de energía, en cambio han reducido su capacidad de control del caudal del río, con consecuencias peligrosas para el tramo inferior del río, e incluso de la capacidad del vertedero.